# Huebra
Le Huebra est un cours d’eau espagnol coulant dans la communauté autonome de Castille-et-León et un affluent gauche du fleuve le Douro.

## Géographie
Son cours est de 122,5 km de longueur.
le Rio Huebra traverse l'autoroute A-62 (Espagne) dite Autovia de Castilla ou autoroute de Castille.

### Bassin versant
Son bassin versant est de 2 881 km2[réf. nécessaire].

## Affluents
- Río Camaces, (rg[note 1])
- Yeltes, (rg)
- Rio Valdeguilera (rd)
- rio Oblea (rd)

## Galerie

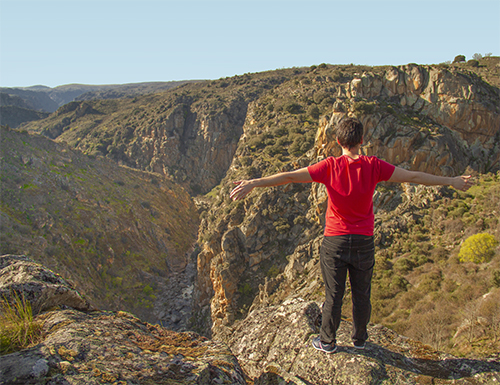
Rio Huebra à Saldeana
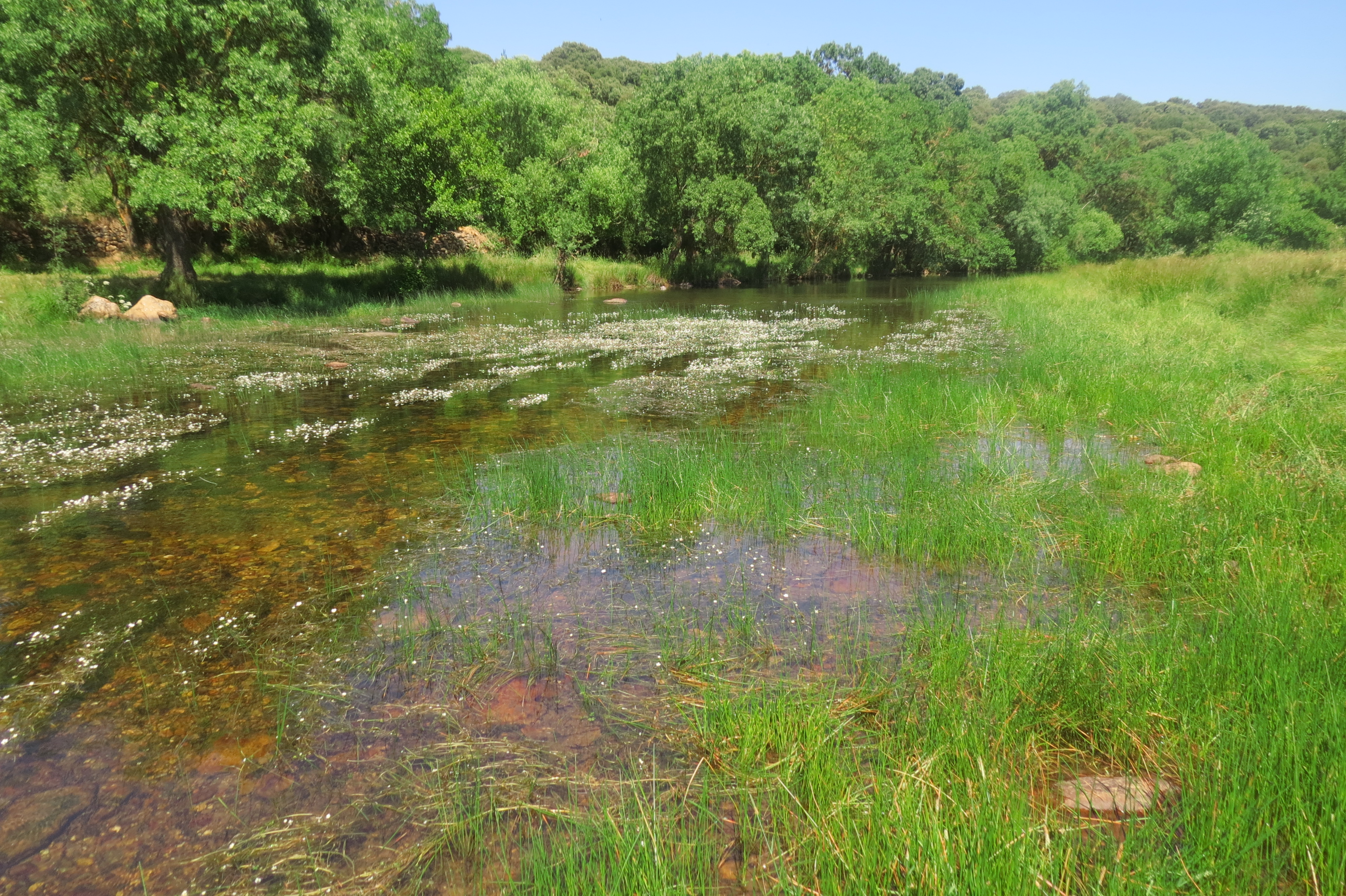
le rio Yeltes
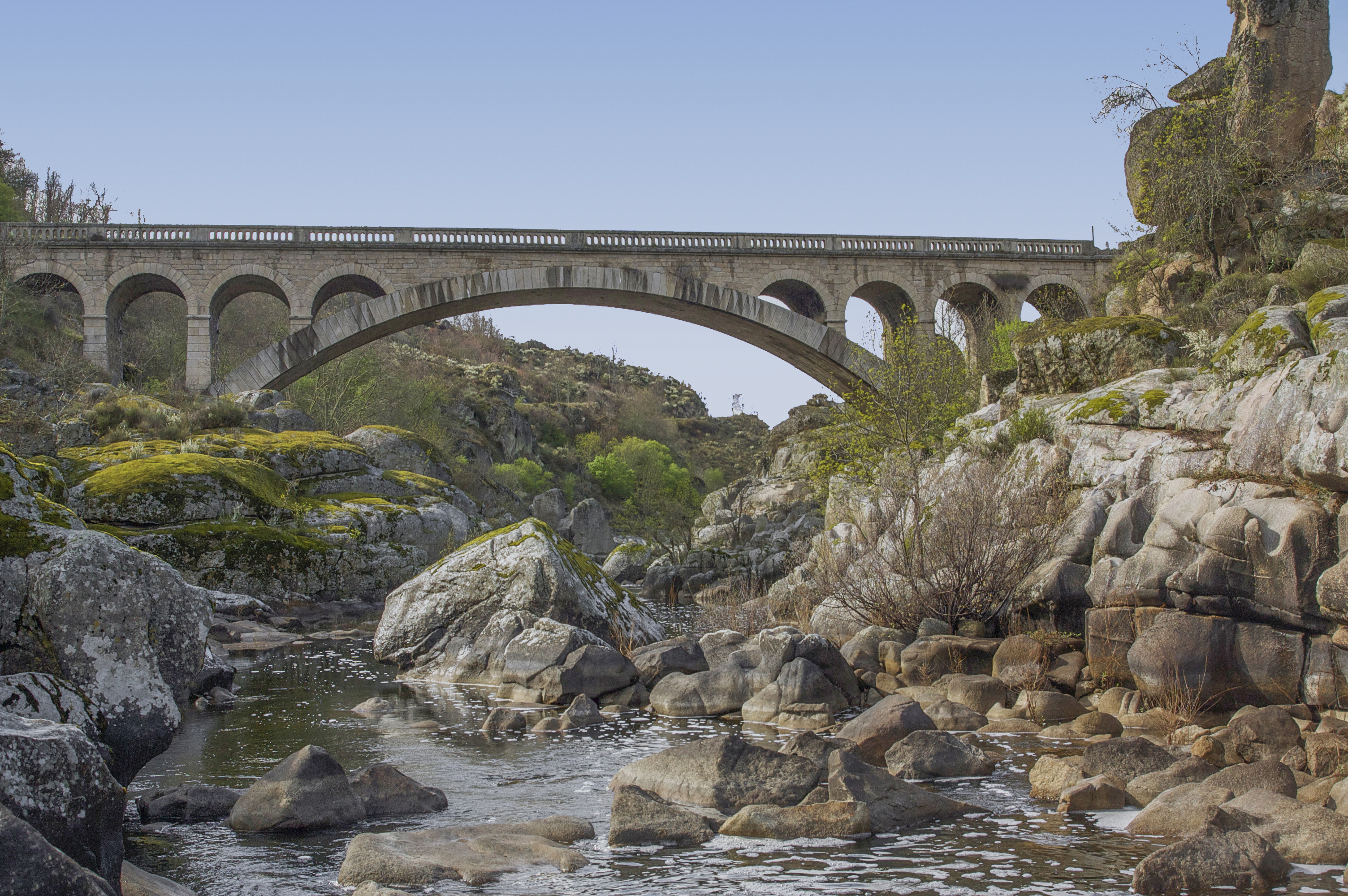
pont à Saldeana
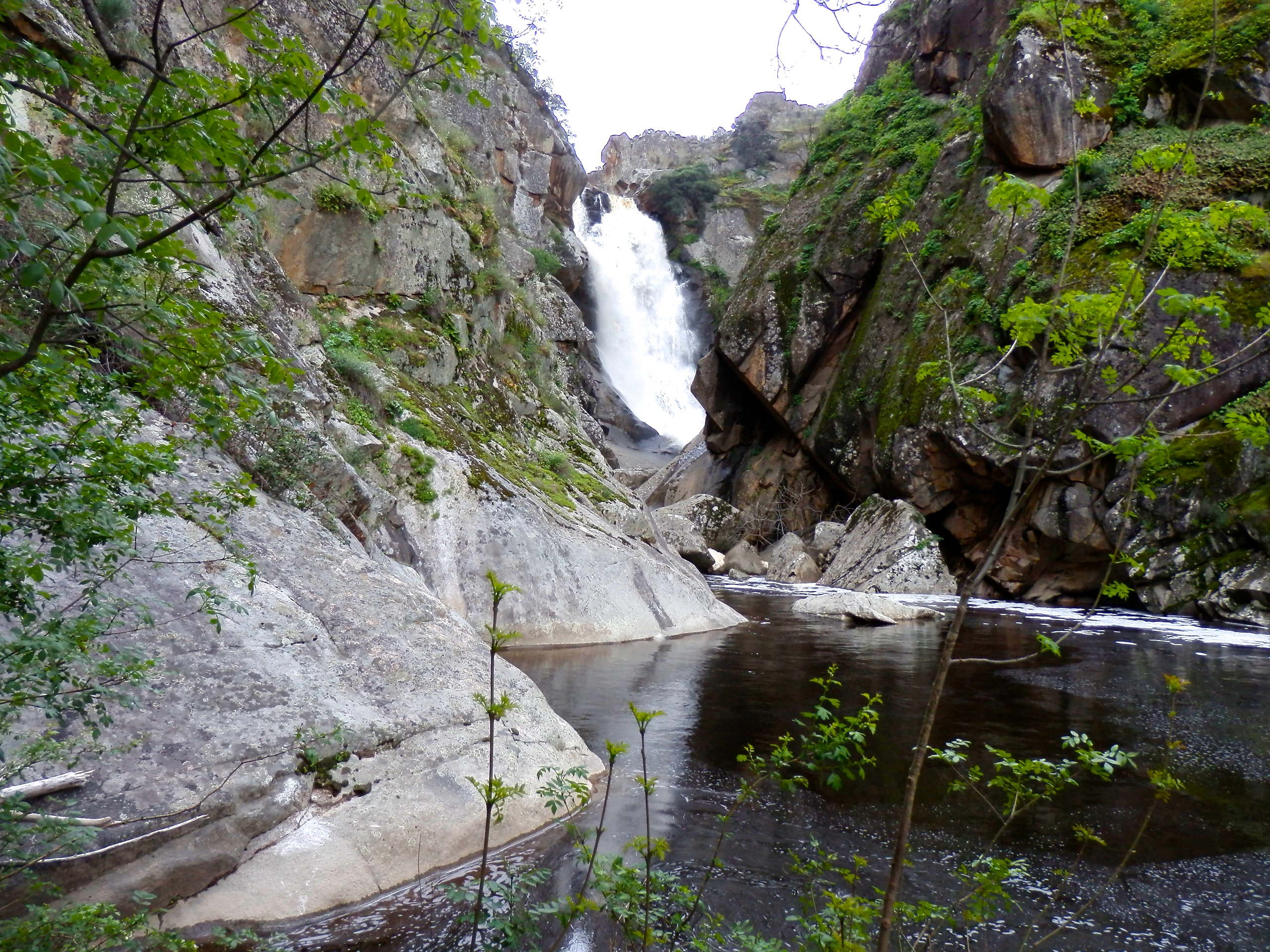
cascade sur le río Camaces.

## Source de la traduction
- (es) Cet article est partiellement ou en totalité issu de l’article de Wikipédia en espagnol intitulé « Huebra » (voir la liste des auteurs).